# وایولا سنتر (آیووا)
وایولا سنتر (به انگلیسی: Viola Center) یک منطقهٔ مسکونی در ایالات متحده آمریکا است که در آیووا واقع شده‌است. وایولا سنتر ۴۴۰٫۱۴ متر بالاتر از سطح دریا قرار دارد.